# ماهیدر سفلی
ماهیدر سفلی(به کردی: ماسیەرسلێمان، Masiyer Silêman) روستایی از توابع بخش زیویه در شهرستان سقز است که در استان کردستان ایران قرار دارد.

## جمعیت
این روستا در دهستان خورخوره واقع شده و براساس سرشماری سال ۱۳۸۵، جمعیت آن ۳۶۱ نفر (۵۸ خانوار) بوده‌است.